# إغناسيو بيريستاين
إغناسيو بيريستاين (بالإسبانية: Ignacio Beristáin)‏ مواليد 31 يوليو 1939 في ولاية فيراكروز، المكسيك، هو ملاكم محترف مكسيكي سابق أصبح مدربا بعد الاعتزال ويعتبر واحدا من أفضل المدربين في تاريخ الملاكمة. دخل قاعة مشاهير الملاكمة الدولية.